# Westwoodilla cayapa
Westwoodilla cayapa is een vlokreeftensoort uit de familie van de Oedicerotidae. De wetenschappelijke naam van de soort is voor het eerst geldig gepubliceerd in 2007 door Ortiz, Jimenez & Winfield.